# Blepephaeus itzingeri
Blepephaeus itzingeri là một loài bọ cánh cứng trong họ Cerambycidae.